# David Ogilvy (11. hrabia Airlie)
David Stanley William Ogilvy (ur. 20 stycznia 1856 we Florencji, zm. 11 czerwca 1900 pod Pretorią) – brytyjski arystokrata i wojskowy, najstarszy syn Davida Ogilvy’ego, 10. hrabiego Airlie i Henrietty Stanley, córki 2. barona Stanley of Alderley.
Wykształcenie odebrał w Eton College i w Balliol College w Oksfordzie. Po ukończeniu nauki, w 1874, wstąpił do 1 regimentu (1st Regiment) w stopniu porucznika. Rok później został porucznikiem Gwardii Szkockiej (Scots Guards). W 1876 został porucznikiem 10 pułku huzarów (10th Hussars). W latach 1878–1879 brał udział w II wojnie afgańskiej. Po śmierci ojca w 1881 został 11. hrabią Airlie i zyskał prawo zasiadania w Izbie Lordów. 10 grudnia 1885 został parem–reprezentantem Szkocji. Od 1890 był zastępcą Lorda Namiestnika Forfar.
19 stycznia 1886 w kościele św. Jerzego na Hanover Square w Londynie, poślubił lady Mabell Frances Elisabeth Gore (10 marca 1866 – 7 kwietnia 1956), córkę Arthura Gore'a, 5. hrabiego Arran i lady Edith Jocelyn, córki wicehrabiego Jocelyn. David i Mabell mieli razem trzech synów i trzy córki:
- Kitty Edith Blanche Ogilvy (5 lutego 1887 – 17 października 1969), żona generała-brygadiera Berkeleya Vincenta i podpułkownika Ralpha Ritsona, miała dzieci z pierwszego małżeństwa
- Helen Alice Wyllington Ogilvy (21 listopada 1890 – grudzień 1973), żona majora Clementa Freeman-Mitforda, podpułkownika Henry’ego Brocklehursta i podpułkownika Harolda Nuttinga, miała dzieci z pierwszych dwóch małżeństwa
- Mabell Griselda Esther Sudley Ogilvy (22 stycznia 1892 – 4 listopada 1918)
- David Lyulph Gore Wolseley Ogilvy (18 lipca 1893 – 28 grudnia 1968), 12. hrabia Airlie
- Bruce Arthur Ashley Ogilvy (15 marca 1895 – 29 września 1976), kawaler Krzyża Kawalerskiego Królewskiego Wiktoriańskiego Orderu, ożenił się z Primrose O’Brien, nie miał dzieci
- kapitan Patrick Julian Harry Stanley Ogilvy (26 czerwca 1896 – 9 października 1917), zginął podczas I wojny światowej.

Nie zrezygnował jednak z kariery wojskowej. W latach 1884–1885 brał udział w dwóch wyprawach do ogarniętego mahdią Sudanu. Został tam dwukrotnie ranny (pod Abu Klea i El Gubat). Został również dwukrotnie wspomniany w rozkazie dziennym. W 1897 został podpułkownikiem 12 pułku lansjerów (12th Lancers). Brał udział w II wojnie burskiej. Został wspomniany w rozkazie dziennym za odwagę w bitwie nad rzeką Modder. Brał udział również w bitwie pod Brandford, gdzie został ranny. Zginął 11 czerwca 1900 prowadząc swój regiment do ataku na bagnety pod Pretorią.